# Ivan Anić
Ivan Anić (serbisch-kyrillisch Иван Анић; * 7. Juni 1996) ist ein serbischer Eishockeyspieler, der seit 2015 beim KHK Roter Stern Belgrad unter Vertrag steht und mit dem Klub in der International Hockey League und der serbischen Eishockeyliga spielt.

## Karriere
Ivan Anić begann seine Karriere als Eishockeyspieler beim HK Beostar in der serbischen Hauptstadt, für den er in der slowenischen U19-Liga spielte. 2011 wechselte er zu den HK NS Stars nach Novi Sad in die ungarische U18-Liga. Als 16-Jähriger wechselte er zu MAC Budapest. Für den Klub aus der ungarischen Metropole war er in ungarischen und österreichischen Juniorenligen aktiv. 2015 wurde er vom KHK Roter Stern Belgrad verpflichtet, mit dem er 2018 serbischer Meister wurde und 2019 die International Hockey League gewinnen konnte.

### International
Für Serbien nahm Anić an der Division II der U18-Weltmeisterschaften 2012, 2013 und 2014 sowie den U20-Weltmeisterschaften 2013, 2014, 2015 und 2016 teil.
Im Herrenbereich nahm Anić mit der serbischen Auswahl erstmals an der Olympiaqualifikation für die Winterspiele in Pyeongchang 2018 teil. Anschließend spielte er bei den Weltmeisterschaften der Division II 2018 und 2019, als den Serben der Aufstieg in die Division I gelang. Dort spielte er dann bei der Weltmeisterschaft 2022. Zudem vertrat er seine Farben bei der Olympiaqualifikation für die Winterspiele in Peking 2022.

## Erfolge und Auszeichnungen
- 2018 Serbischer Meister mit dem KHK Roter Stern Belgrad
- 2019 Aufstieg in die Division I, Gruppe B bei der Weltmeisterschaft der Division II, Gruppe A
- 2019 Gewinn der International Hockey League mit dem KHK Roter Stern Belgrad